# Anton Witek

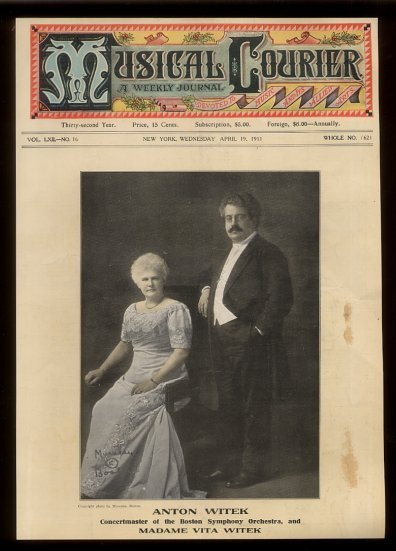
Anton Witek mit seiner Frau Vita auf der Vorderseite der New Yorker Wochenzeitschrift Musical Courier vom 19. April 1911

Anton Witek (* 7. Januar 1872 in Saaz; † 19. August 1933 in Winchester (Massachusetts)) war ein tschechisch-deutscher Violinist, Konzertmeister und Musikpädagoge.

## Leben und Werk
Anton Witek wurde am 7. Januar 1872 in Saaz (heute Žatec in Tschechien) geboren. Sein Vater Joseph war ein am Prager Konservatorium ausgebildeter Violinist, seine Mutter Terezie war die Tochter eines Musikinstrumentenfabrikanten am Ort. Ersten Violinunterricht erhielt Anton Witek von seinem Vater. Anton Witek studierte von 1885 bis 1888 bei Antonín Bennewitz Violine am Prager Konservatorium. Er wurde 1894 Konzertmeister der Berliner Philharmoniker und behielt diese Stellung bis 1909. Anton Witek konzertierte mit der dänischen Pianistin Vita Gerhardt, heiratete sie später und trat ab 1902 auch als Teil des Trios der Berliner Philharmoniker mit seiner Frau und dem Cellisten Joseph Malkin auf. Er unterrichtete am Stern’schen und am Klindworth-Scharwenka-Konservatorium in Berlin Violine.  Von seinen Schülern muss man insbesondere Cecil Burleigh (1885–1980) erwähnen.
1910 ging er nach Boston und übernahm im dortigen Symphonieorchester unter Arthur Fiedler bis 1918 die Position des Konzertmeisters. In seiner Bostoner Zeit setzte er die Aufführungen mit dem Klaviertrio in gleicher Besetzung wie in Berlin fort, auch mit dem Cellisten Joseph Malkin, der ebenfalls in die Vereinigten Staaten übergesiedelt war. Von 1924 bis 1930 war er Konzertmeister beim Sinfonieorchester Frankfurt am Main. Seit 1924 trat Witek auch bei den Musikfestspielen in Bayreuth auf. Nach dem Tod seiner Frau Vita 1925 heiratete er 1926 seine ehemalige Schülerin, die amerikanische Violinistin Alma Rosengrein. Die letzten Jahre seines Lebens verbrachte Witek wieder in den Vereinigten Staaten in Winchester bei Boston.